# Mother Nature's Son
Mother Nature's Son is een nummer van The Beatles uit 1968 dat hoofdzakelijk werd geschreven door Paul McCartney, hoewel het onder de gebruikelijke auteursrechtvermelding Lennon-McCartney verscheen. De muziek staat op het album The Beatles, ook wel The White Album genoemd.
McCartney liet zich tot het nummer inspireren door een lezing van Maharishi Mahesh Yogi tijdens een verblijf van The Beatles in India. Lennon schreef ook een nummer naar aanleiding van deze lezing, maar zijn "Child of Nature" werd niet door The Beatles uitgebracht. Deze melodie werd later gebruikt in zijn solonummer "Jealous Guy".

## Opnamen
McCartney nam het nummer 25 keer op, waarbij hij gelijktijdig zong en gitaarspeelde. De 24ste poging werd als de beste gezien. Opname 2 verscheen later op het verzamelalbum Anthology 3. Het geluid van een tweede gitaar, pauken en drums werden een aantal dagen later door McCartney opgenomen en aan het nummer toegevoegd. John Lennon speelde niet mee, maar volgens McCartney droeg Lennon wel enkele woorden aan de tekst bij tijdens hun verblijf in India. Lennon had er een hekel aan dat McCartney vaak muziek opnam zonder de rest van de band, en technicus Ken Scott herinnerde zich later dat de spanning dan ook om te snijden was toen Lennon en Ringo Starr na afloop de studio kwamen binnenlopen.

## Uitvoering
- Paul McCartney - zang, akoestische gitaar, pauken, drums
- George Martin - koperarrangement

## Bijzonderheden
- Jack White zong het lied in het Witte Huis toen McCartney daar op 2 juni 2010 de Gershwin Prize in ontvangst nam.